# Люблін-Північний
Люблін-Північний — залізнична станція Польських державних залізниць. Розташована в одному з районів польського міста Любліна.
Для зручності пасажирів на вокзалі  є місця для очікування, діє каса. На першому поверсі також знаходиться меблевий магазин, обмін валют та кравецька майстерня.

## Історія
Залізнична станція Люблін-Північний існувала з початку XX століття. Вона розташована приблизно в кілометрі від нинішнього будинку станції в районі Задембє.
Станція побудована 1972 року. Вона була створена для кращої підтримки регіональних зв'язків, значною мірою було задумано, щоб тут виходили працівники Люблінської фабрики вантажних автомобілів, які їздили із сіл. Зведено підземний перехід, яким є можливість пройти у двір фабрики. У 1990-х роках багато поїздів було скорочено, а відтак вокзал закрили. Через десятиліття вокзал знову відкрили.
У 2012—2013 роках проводився ремонт платформ і підземного переходу. Першу колію і платформу біля неї розібрали.
Нині станція має популярність серед працівників кількох підприємств, житлового масиву та студентів і працівників вищого навчального закладу, що розташовані поруч з нею.

## Пасажирське сполучення
На станції зупиняються електропоїзди приміського сполучення та деякі поїзди далекого сполучення, в тому числі і до українського кордону. На станції є 2 посадкових платформи:
- Перон № 2 — приймає поїзди у напрямку станцій:  Люблін-Головний, Демблін, Варшава.
- Перон № 3 — приймає поїзди у напрямку станцій: Любартув, Холм, Дорогуськ, Замостя, Белжець і в аеропорт Люблін-Свидник.